# 염군의 난
염군의 난(捻軍之亂)은 1851년에서 1868년까지 청나라 화북지역에서 일어난 반란이다. 강남지역의 태평천국의 난(1851년-1864년)과 거의 동시기에 진행되었다. 염군의 난은 비록 진압되었으나 15년이 넘는 반란 기간 동안 청나라에 심각한 경제적 타격을 입혀 청나라의 붕괴에 일조했다.

## 개요
염군은 "염자(捻子)"라는 유민 집단에서 시작된 도적떼로, 안휘성과 하남성 일대에 퍼져나갔다. 1852년(함풍 2년) 기근으로 가입자가 증가하자 18명의 염군 두령이 회의하여 장낙행을 맹주로 세우고 준동하기 시작했다. 이듬해인 1853년 태평천국이 북벌을 시도하자 안휘염군과 하남염군이 이에 호응하여 봉기했다.
1855년(함풍 5년) 황하 제방이 붕괴하여 산동성, 안휘성 북부, 강소성 북부의 많은 백성들이 난민이 되었고 염군에 가입했다. 염군은 박주에서 장낙행을 맹주인 "대한명왕(大漢明王)"으로 추대하고 황・백・남・흑・홍의 오기군제(五旗軍制)를 제정, 치하집을 근거지로 삼았다. 이 시점에서 수십만 명이 모여 회하 남북안을 모두 염군이 장악했다. 이듬해인 1856년 교통 요충지인 영주 삼하첨을 점령하고, 태평천국의 진옥성과 긴밀히 연계했다. 1858년(함풍 8년)에서 1862년(동치 원년) 사이 염군은 산동성, 강소성, 안휘성을 휩쓴다. 이에 청나라는 몽골족 맹장 보르지기트 셍게린첸을 투입, 1863년(동치 2년) 셍게린첸이 치하집을 공략하여 염군 수괴 장낙행을 죽였다.
1864년(동치 3년) 태평천국이 멸망하면서 태평천국의 준왕 뇌문광이 장낙행의 조카 장종우 등 염군 잔존세력과 연합하여 조직을 개편했다. 뇌문광은 염군 잔당과 태평군 잔당을 합쳐 10만 명의 기병을 거느리게 되었다. 1865년(동치 4년), 염군은 산동성 조주에서 셍게린첸의 기병대를 괴멸시키고(고루채 전투) 셍게린첸을 참살함으로써 전쟁영웅을 잃은 청나라가 공포에 떨게 했다. 청나라는 강남의 증국번에게 염군 토벌을 명하고, 증국번은 상군·회군 8만 명을 이끌고 북상했지만 염군은 증국번의 방어선을 뚫고 호북성에 진입했다. 이에 증국번은 흠차대신에서 해임되고 이홍장이 후임으로 임명되었다.
1866년(동치 5년), 염군은 동서로 나뉘었다. 동염군은 뇌문광・임주・이온태가 지휘하여 산동성으로, 서염군은 장종우・구원재・장우작이 지휘하여 섬서성으로 들어간다. 동염군은 산동성에서 이홍장에게 포위되어 1867년(동치 6년) 윤륭하 전투에서 큰 타격을 받는다. 좌종당과 싸우던 서염군이 동염군 구원을 위해 동진했지만 1868년(동치 7년) 동염군은 산동성 교래하에서 전멸되고 뇌문광은 포로로 잡힌다. 서염군은 보정·천진에 육박했으나 호우로 기병이 움직이지 못해 궤멸되고 장종우는 행방불명된다. 이로써 십여 년간 안휘, 하남, 산동, 강소, 호북, 산서, 섬서, 직례 8성에서 준동한 염군은 진압되었다.

## 인물
전기염군 (오기군제)
- 황기: 대한명왕 장낙행
- 백기: 군사 공득수
- 흑기: 소천복・왕관삼
- 홍기：후사위
- 남기：한기봉

후기염군 (태평군 잔당)
- 준왕(遵王) 뇌문광
- 양왕(梁王) 장종우
- 형왕(荊王) 우굉승
- 노왕(魯王) 임주
- 유옥왕(幼沃王) 장우작
- 위왕(魏王) 이온태
- 회왕(淮王) 구원재

## 같이 보기
- 태평천국의 난